# كريك (أسطورة)
كريك ميثولوجيا مرتبطة بقبيلة المسكوجي والتي يعود أصلها إلى جنوب شرق الولايات المتحدة، والمعروفون أيضًا باسمهم الأصلي (Mvskoke) أو (Muskogee)، وهو الاسم الذي يستعملونه اليوم للتعريف عن أنفسهم. (Mvskoke) هو لفظ اسمهم بلغتهم الأصلية. شعب المسكوجي الحديثون يعيشون في المقام الأول في أوكلاهوما، وألاباما، وجورجيا، وفلوريدا. لغتهم، (Mvskoke)، هي عضو في الفرع الشرقي من عائلة لغة المسكوجي. السيمينول هم أقرباء قريبون من المسكوجي ويتحدثون بلغة (Mvskoke) الشرقية أيضًا. شعب المسكوجي كان يعتبر بأنه واحد من الخمس قبائل المتحضرة. بعد حرب الكريك هرب العديد من المسكوجيين إلى فلوريدا لينشؤوا السيمينول.

## التاريخ

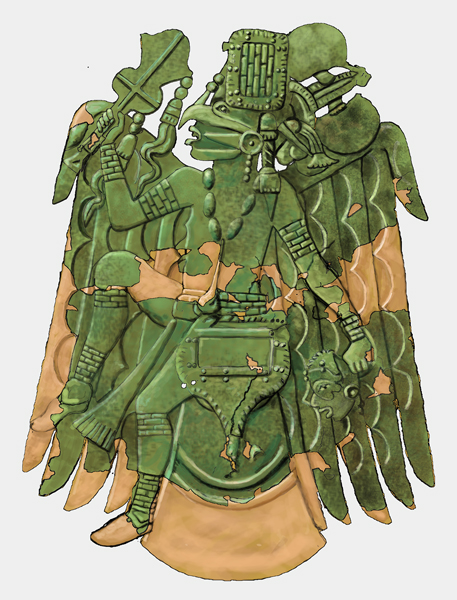
رسم توضيحي للصقر الراقص المستوحى من لوحة روغان من إيتواه في شمال جورجيا.

من المحتمل أن أوائل المسكوجيين التاريخيين كانوا أحفاد شعب حضارة الميسيسيبي الذين عاشوا على امتداد نهر التينيسي، في ما يعرف حاليًا بتينيسي الحديثة وألاباما، ومن المحتمل أنها مرتبطة بأوتينايكا في جنوب جورجيا. ومع اتساع الكونفدرالية بدلًا من كونها قبيلة واحدة، عاش المسكوجيون في قبائل مستقلة عن بعضها طوال أودية الأنهارالتي تتألف منها الولايات المعروفة حاليًا وهي تينيسي، وجورجيا، وألاباما من جماعات عرقية تتحدث بعدة لغات خامدة، مثل لغة الهيتشيتي، الألاباما، والكوشاتتا. هؤلاء الذين عاشوا على امتداد نهر الأكمولجي ونهر الأوكوني كان يطلق عليهم اسم «هنود الكريك» من قبل التجار البريطانيين من ولاية كارولينا الجنوبية؛ ومؤخرًا أصبح الاسم يطلق على جميع المواطنين مختلفي الجنسيات في مدن الكريك، مؤديًا إلى حدوث الانقسام بشكل متزايد بين المدن السفلى من حدود جورجيا على نهر تشاتاهوتشي، ونهر الأكمولجي، ونهر فلينت، والمدن العلوية من وادي نهر الألاباما.
المدن السفلية تضمنت الكويتا، والكوسيتا (Kasihta, Cofitachequi)، والتشيهاو العلوية (Chiaha)، والهيتشيتي، والأوكوني، والأكمولجي، والأوكاويجي، والأبالاتشي، والياماسي (Altamaha)، والأوكفوسكي، والساووكلي، والتامالي. والمدن العلوية تضمنت التاكاباتشي، الأبيهكا، الكوسا (الكوسا؛ المسيطرون على التينيسي الشرقية وجورجيا الشمالية خلال بعثات الاستكشاف الإسبانية)، الإيتاوا (السكان الأصليون لتلال الإيتوا الهندية)، الهوثليواهي (الأوليبيهالي)، الهيليبي، اليوفولا، الواكوكي، الأتاسي، الأليبوما، الكوشاتا (الكواساتي؛ الذين استوعبوا الكاسكي/الكاسكوي والتالي)، والتوسكيجي («النابوتشي» في سجلات الدي لونا).
الكوسيتا (الكاسيهتا) والكويتا هما المدينتان الأساسيتان لأمة المسكوجي إلى اليوم. تقليديًا، رابطة الكوسيتا والكويتا مصنفة على أنها من أوائل أعضاء أمة المسكوجي.

## التأسيس
كان المسكوجيون يؤمنون بأن العالم كان بأكمله تحت الماء. الأرض الوحيدة الموجودة كانت تلة الـ «نونة تشاها» (Nunne Chaha) والتي كانت موطن الـ (Hesaketvmese) (وتعني «سيد التنفس»؛ وتنطق هيساكيتا إيميسي)، وأيضًا إله الشمس الذي كان يدعى إيبوفانغا (Ibofanga) («الشخص الذي يجلس فوقنا») قام بإنشاء البشر من الطين على تلك التلة حسب اعتقادهم.
في العالم السفلي، كانت توجد فوضى فقط وكائنات غريبة. أنشأ «سيد التنفس» القمر والشمس، بالإضافة إلى الاتجاهات الأربعة (شمال، جنوب، شرق، غرب) ليثبّت العالم. بجَّل الكريك أيضًا الثعبان المقرن سينت هولو (Sint Holo)، والذي كان يظهر للرجال الحكماء المناسبين. أوائل السكان كانوا من نسل الشمس والثعبان المقرن حسب اعتقادهم. أول شخصين من الكريك كانا يٌدعيان (Lucky Hunter) و (Corn Woman)، دلالة على دور كل منهما في مجتمع الكريك.